# ۹۱۱ (خورشیدی)
۹۱۱ نهصد و یازدهمین سال هجری خورشیدی است.

## زادگان
- وحشی بافقی، (درگدشت: ۹۶۱)،  شاعر غزل سرای ایرانی.